# 街頭痞子
《街頭痞子》（英語：8 Mile）是一部2002年的美國電影，由寇蒂斯·韓遜執導，斯科特·西爾弗編劇。Eminem飾演其中角色Jimmy "B-Rabbit" Smith Jr.。電影背景設在1995年密西根底特律。8里路位於由絕大部份非裔美國人構成的底特律和主要由白人構成的北部區之間的分界，「8 Mile」一詞因而代表的是一道難以跨越的藩籬。Eminem憑"Lose Yourself"贏得奧斯卡最佳原創歌曲獎。

## 劇情
電影一開始Eminem所飾演的角色Jimmy "B. Rabbit" Smith Jr.參加由朋友David "Future" Porter（莫基·菲佛 飾演）所主持的當地饒舌戰，緊張的Rabbit在台上漏詞，之後離開賽場。
最初音樂活動的場景結束後，電影將焦點集中在Jimmy，一位正在人生各面向掙扎的年輕板金工廠工人，他搬回位於8 Mile路北方密芝根州沃倫的破舊拖車家，和年紀差許多的妹妹Lily（克蘿伊·格林菲爾德 飾演）與酗酒的母親Stephanie（金·碧辛嘉 飾演）和她暴力男友Greg（米高·沙朗 飾演）住在一起。Jimmy在前段時間專注在開始自己的音樂事業，但他似乎總找不到時間。在電影開始前不久，Jimmy與女友Janeane（塔倫·曼寧 飾演）分手了，然後在電影中與Alex（布坦妮·梅菲 飾演）開始一段新關係。
隨著電影進展，Jimmy開始了解他的人生與離開高中時差不多。最初，他視自己為自己際遇的受害者並將他的問題怪在他人身上，不過隨時間經過，Jimmy開始為自己人生方向承擔責任並了解他對自己人生有很大控制，他開始疑惑他的朋友們，包括Future，對向前發展裹足不前，「我們曾做過的就是靠北」，他告訴他們，當他們爭吵怎樣是在音樂產業獲得成功的最好途徑時。之前在台上的漏詞心有餘悸，他似乎決定放棄或後延他的音樂事業夢想，以花更多時間在他白天的工作和構築家庭生活。Jimmy新發現的責任心也被他在工廠的上級注意到，在電影初始，當Jimmy要求更多的輪班，他的上級嘲笑他，但在劇尾，Jimmy改善的態度和效率使他得到他想要的更多工作，不過，是與下場饒舌戰的時間衝突的晚班。Jimmy原不打算去了，但Alex的訪問改變了他的主意。
電影的高潮在這場比賽發生，Rabbit的朋友們在整場電影將他吹捧為超強饒舌家，但電影到目前為止僅斷續的顯示了他的技術。比賽有三回，Rabbit在每回將面對一位「Leaders of the Free World」的成員，這是一個在整場電影不斷和Rabbit和他朋友們爭鬥的組織。Rabbit在前兩場以更強烈的自由饒舌贏過對手，在最後一場，他對上Papa Doc，比賽呼聲最高的選手和Jimmy在故事裡的大敵，Rabbit曉得Doc知道他的所有弱點，所以他決定在他的自由饒舌先將它們說出來，Rabbit毫不羞恥的承認他的窮苦白人背景和Free World黨加諸在他身上的丟臉事，他然後以他的艱困人生為跳板揭露Papa Doc的真象: 儘管他宣稱自己是暴徒，其實他有一個良好背景，Doc，真名Clarence，曾就讀Cranbrook Kingswood School，一間位於上流布隆菲希爾與底特律的貧民窟環境格格不入的私立學校，Rabbit然後借用Shook Ones Pt. II，DJ正旋轉的曲調的歌詞，稱Papa Doc是「半條惡棍」（halfway crook），引起了群眾狂熱。Doc無言可反駁，放棄麥克風，Rabbit贏得冠軍。
作為描述Rabbit在電影中成長的最後一個表徵，Jimmy拒絕了朋友們一起去慶祝勝利的要求，也拒絕了Future一起主持節目的邀請，說"要以自己的方法生活"。最後，面帶微笑，靜靜地走入夜色返回他在板金工廠的輪班。

## 演員
- Eminem 飾演 Jimmy "B-Rabbit" Smith, Jr.
- 莫基·菲佛（英语：Mekhi Phifer） 飾演 Future
- 布坦妮·梅菲 飾演 Alex Latourno
- 金·碧辛嘉 飾演 Stephanie
- 安東尼·麥奇 飾演 "Papa Doc" (Clarence)
- 米高·沙朗 飾演 Greg Buehl
- 尤金尼·伯德 飾演 "Wink"
- 埃文·瓊斯（英语：Evan Jones (actor)） 飾演 "Cheddar Bob"
- 奧瑪·本森·米勒 飾演 "Sol George"
- De'Angelo Wilson（英语：De'Angelo Wilson） 飾演 "DJ Iz"
- 塔倫·曼寧 飾演 Janeane
- Proof（英语：Proof (rapper)） 飾演 "Lil' Tic"
- 艾勒比 飾演 Mike
- Craig Chandler 飾演 Paul
- 奧比·特賴斯（英语：Obie Trice） 飾演 Male parking lot rapper
- 克蘿伊·格林菲爾德（英语：Chloe Greenfield） 飾演 Lily
- 約翰·辛格頓（英语：John Singleton） 飾演 Bouncer
- Miz Korona 飾演 Vanessa
- 布萊德·傑克森 飾演 a Chin Tiki（英语：Chin Tiki） club-foe（未掛名）

## 反應
8 Mile大至廣受評論家好評，目前在爛番茄獲得76%「保證新鮮」評價，At the Movies with Ebert & Roeper則給此電影「兩拇指向上」評價，阿姆的演出也獲得大體正面的評價。此電影票房意外的暢銷，在第一個周末達到五千一百二十萬美金，使它成為在開幕周末最暢銷的R級電影之一，美國國內票房總額為一億一千六百萬美金，2003年出版的8 Mile DVD銷售總額為九千一百萬美金。

## 得獎
奧斯卡最佳原創歌曲獎: Eminem - Lose Yourself

## 外部連結
- Official site （页面存档备份，存于）
- 互联网电影数据库（IMDb）上《街頭痞子》的资料（英文）
- Roger Ebert's review of 8 Mile （页面存档备份，存于）
- James Berardinelli's review of 8 Mile （页面存档备份，存于）
- 8 mile review on Tiscali
- Analysis of 8 mile through the lyrics of the songs
- Film Screenplay at MovieScriptPlace.com